# Arrasando
Arrasando è il sesto album in studio della cantante messicana Thalía, pubblicato nel 2000.

## Tracce
1. Entre el mar y una estrella – 3:44 (Marco Flores)
2. Regresa a mí – 4:28 (Thalía, Emilio Estefan Jr., Lawrence P. Dermer, Robin Dermer, Angie Chirino)
3. Reencarnación – 5:03 (Thalía, Lawrence P. Dermer, Robi Draco Rosa)
4. Arrasando – 3:59 (Thalía, Emilio Estefan Jr., Lawrence P. Dermer, Robin Dermer)
5. No Hay que Llorar – 3:39 (Thalía, Lawrence P. Dermer)
6. Quiero Amarte – 3:30 (Thalía, Lawrence P. Dermer, Robin Dermer)
7. Suerte en Mi – 4:15 (Thalía, Emilio Estefan Jr., Lawrence P. Dermer)
8. Menta y Canela – 3:47 (Thalía, Dámaso Pérez Prado)
9. Tumba la Casa – 4:26 (Thalía, Lawrence P. Dermer, Norbeto Cotto, Luis Tineo)
10. Pata Pata – 4:39 (Jerry Racovo, Miriam Makeba, Edgardo Franco)
11. Siempre Hay Cariño – 3:10 (Emilio Estefan Jr., Robert Blades, Angie Chirino)
12. Rosalinda – 3:52 (Thalía)

## Classifiche
| Paese                        | Posizione più alta |
| ---------------------------- | ------------------ |
| Grecia                       | 1                  |
| Messico                      | 9                  |
| Repubblica Ceca              | 1                  |
| Slovacchia                   | 4                  |
| Spagna                       | 3                  |
| Stati Uniti Latin Pop Albums | 1                  |
| Svizzera                     | 41                 |
| Ungheria                     | 5                  |